# Stensjön (Svinhults socken, Östergötland)
Stensjön är en sjö i Ydre kommun i Östergötland och ingår i Motala ströms huvudavrinningsområde. Sjön är 5 meter djup, har en yta på 0,162 kvadratkilometer och befinner sig 200,2 meter över havet.

## Delavrinningsområde
Stensjön ingår i det delavrinningsområde (640221-148599) som SMHI kallar för Ovan Grytgölsbäcken. Medelhöjden är 189 meter över havet och ytan är 38,57 kvadratkilometer. Räknas de 8 avrinningsområdena uppströms in blir den ackumulerade arean 177,45 kvadratkilometer. Stångån som avvattnar avrinningsområdet har biflödesordning 2, vilket innebär att vattnet flödar genom totalt 2 vattendrag innan det når havet efter 239 kilometer. Avrinningsområdet består mestadels av skog (91 procent). Avrinningsområdet har 0,57 kvadratkilometer vattenytor vilket ger det en sjöprocent på 1,5 procent.